# Алсмердербрюг
Алсмердербрюг (нід. Aalsmeerderbrug, нід. вимова: [ˈaːlsmeːrdərˌbrʏx]) — селище в нідерландській провінції Північна Голландія. Входить до муніципалітету Гарлеммермер.